# Jong Song-ok

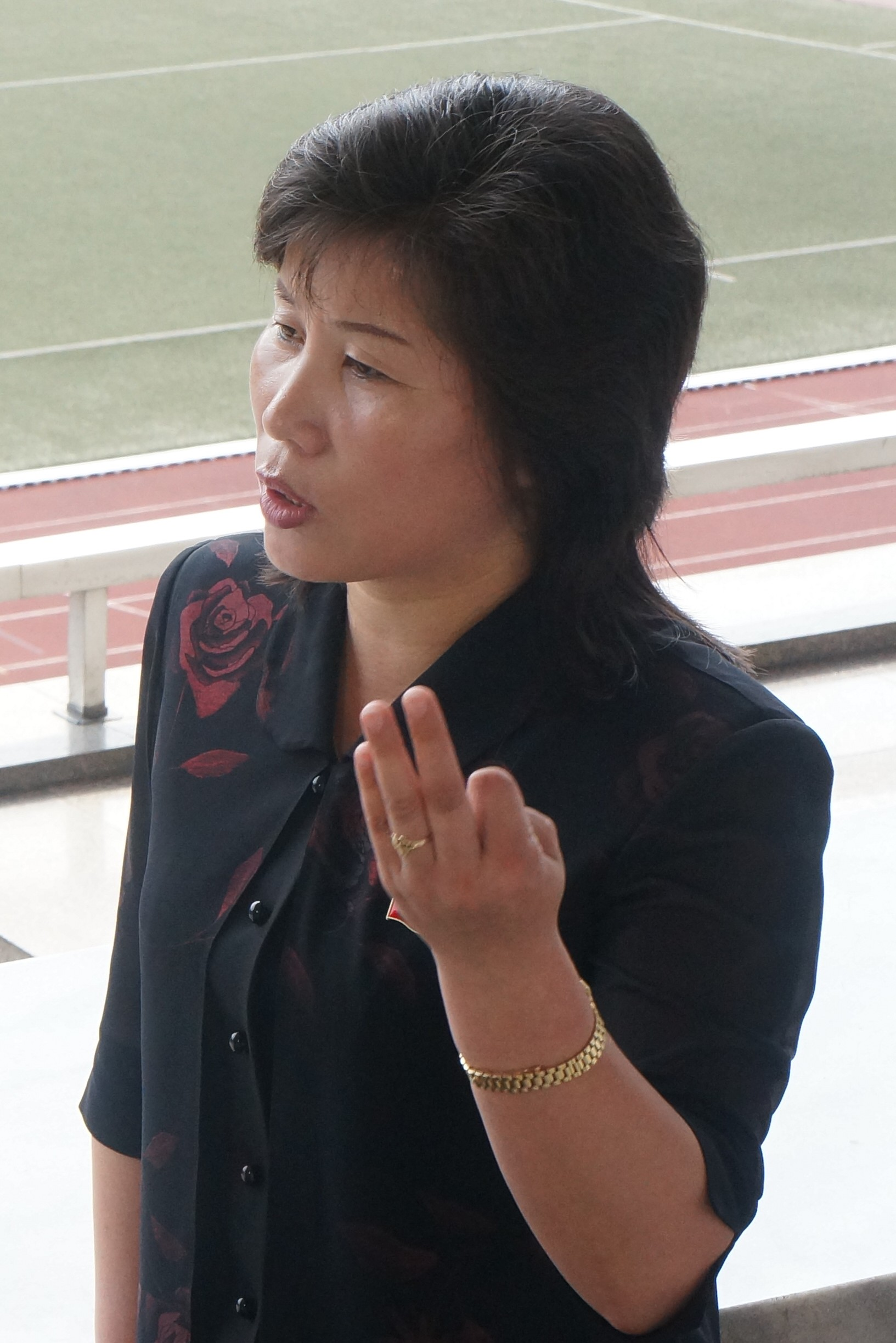
Jong Song-ok

Jong Song-ok (* 18. August 1974 in Haeju) ist eine nordkoreanische Marathonläuferin.
Jong begann ihre Karriere 1995 mit einer Zeit von 2:29:57 Stunden. 1996 verbesserte sie sich auf 2:29:54 Stunden und belegte bei den Olympischen Spielen 1996 in 2:35:31 Stunden den zwanzigsten Platz. 1998 wurde sie Dritte beim Peking-Marathon.
Sie war zwar weitgehend unbekannt, aber nicht unerfahren, als sie bei den Weltmeisterschaften 1999 in Sevilla antrat. Die Temperatur betrug am Start 24 °C. Bis zum Zieleinlauf hatte sich die Temperatur auf 32 °C erhöht. In diesem Hitzelauf übernahm die Äthiopierin Fatuma Roba rund zehn Kilometer vor dem Ziel die Spitze und hatte schnell einen beachtlichen Vorsprung. Aber Jong und die Japanerin Ari Ichihashi kämpften sich heran und übernahmen kurz vor der 40-km-Marke die Spitze. Die beiden Asiatinnen blieben bis zur Zielgeraden nebeneinander, und letztlich gewann die Nordkoreanerin mit einem Landesrekord von 2:26:59 Stunden mit drei Sekunden Vorsprung auf die Japanerin. Dritte wurde die Rumänin Lidia Șimon vor Fatuma Roba. Jong war damit die erste Leichtathletik-Weltmeisterin aus Nordkorea.
Jong ist ausgebildete Sportlehrerin und hat mit ihrem Ehemann, dem Inhaber des aktuellen Marathon-Landesrekords Kim Jung-won, einen Sohn. Sie ist 1,54 m groß und 47 kg schwer.